# Vieux-Port
 Vieux-Port  es una población y comuna francesa, en la región de Alta Normandía, departamento de Eure, en el distrito de Bernay y cantón de Quillebeuf-sur-Seine.

## Demografía
| 86 | 76 | 66 | 56 | 42 | 58 |
| Para los censos de 1962 a 1999 la población legal corresponde a la población sin duplicidades (Fuente: INSEE [Consultar]) |    |    |    |    |    |